# Маглина Тарантула
Маглина Тарантула (NGC 2070) је емисиона маглина у сазвежђу Златна риба која се налази на NGC листи објеката дубоког неба.
Деклинација објекта је - 69° 6' 3" а ректасцензија 5h 38m 42,5s. Привидна величина (магнитуда) објекта NGC 2070 износи 13,1 а фотографска магнитуда 5,0. NGC 2070 је још познат и под ознакама ESO 57-EN6, 30Dor.